# Estació de Gilet
Gilet és una estació de la línia C-5 de la xarxa de Rodalies Renfe de València situada a l'est del nucli urbà de Gilet a la comarca del Camp de Morvedre de la província de València. L'estació forma part de la línia Saragossa-València.
| Procedència/Destinació     | <      | Línia | >                                  | Procedència/Destinació |
| -------------------------- | ------ | ----- | ---------------------------------- | ---------------------- |
| Rodalies València de Renfe |        |       |                                    |                        |
| València-Nord Sagunt       | Sagunt | C-5   | Estivella - Albalat dels Tarongers | Caudiel                |